# Слонов, Василий Петрович
Васи́лий Петро́вич Сло́нов (род. 17 сентября 1969, с. Шушенское, Красноярский край, СССР) — российский художник.

## Биография
Родился 17 сентября 1969 года в селе Шушенское. В седьмом классе пошёл в художественную школу. С 1984 по 1991 год учился в Красноярском художественном училище им. В. И. Сурикова и получил диплом по специальности "художник-оформитель".
В 2001 году создал совместно с Александром Левченко художественное объединение «РeasDатые».
К 9 мая 2010 года в гор. Красноярске художник установил 5-метровую скульптуру «Родина-Мать».
В 2013 году персональная выставка Василия Слонова «Welcome! Sochi 2014» в рамках фестиваля «Белые ночи» поставила крест на пятилетнем культурном проекте в Перми и послужила поводом для увольнения галериста Марата Гельмана с должности директора государственного Пермского музея современного искусства PERMM.
8 июня 2013 года, в рамках проекта «Культурная столица Красноярья», в городе Боготоле художник презентовал арт-объект «Ковёр-Паровоз».
26 июля 2014 года в городе Бородино, Василий Слонов установил монумент «Угольная снежинка».
28 сентября 2015 года художник В. П. Слонов подарил Красноярску ватную скульптуру под названием «Сердце родины», которую установили на площади перед Красноярским музейным центром. Сам Слонов сказал, что назвал своё творение так, потому что оно такое большое и тёплое и «предсказуемо почерневшее от пота и крови уже ушедших поколений».
Сотрудничает с московской галереей 11.12 GALLERY, расположенной на территории ЦСИ Винзавод с 2011 года.
В 2023 году на выставке «GULAG-toys» Василий Слонов представил свою работу в форме куклы-неваляшки с характерными для тюремного мира татуировками, среди этих татуировок были восмиконечные звёзды. После этого правоохранительные органы оштрафовали художника на одну тысячу рублей за «демонстрации символики экстремистской организации АУЕ».

## Личная жизнь
Женат, имеет двоих детей.

## Выставочная деятельность
Персональные выставки
- 1996 — Персональная выставка. «Черная галерея», Красноярск.
- 1997 — «Каталог». Красноярский музейный центр, Красноярск.
- 2001 — «Дикая Сибирь», Пассау, Германия
- 2002 — «Невесёлые танцы», Городская галерея, Лесосибирск, Россия
- 2004 — «Добрые поступки», Красноярский музейный центр, Красноярск, Россия
- 2012 — «Забей муху красиво», Красноярский музейный центр, Красноярск, Россия
- 2015 — «Ватники Апокалипсиса». 11.12 GALLERY, Винзавод, Москва[12].
- 2013 — «Welcome! Sochi 2014». Фестиваль «Белые ночи», Пермь.[4].

Групповые выставки
- 1993 — Выставка молодых художников, Галерея «Лукоморье», Красноярск, Россия
- 1994 — Выставка молодых художников «Заумь-III», Красноярский музейный центр, Красноярск, Россия
- 1994 — Выставка молодых художников «Заумь», Красноярский музейный центр, Красноярск, Россия
- 1995 — Выставка молодых художников «Заумь-II», Красноярский музейный центр, Красноярск, Россия
- 1995 — Выставка молодых художников «Черная галерея», Красноярск, Россия
- 1996 — Выставка молодых художников «Заумь-III», Красноярский музейный центр, Красноярск, Россия
- 1998 — Выставка молодых художников, Дом художника, Красноярск, Россия
- 1999 — Выставка «Свежее искусство Сибири», Новосибирск, Россия
- 1999 — Выставка молодых художников, Дом художника, Красноярск, Россия
- 1999 — Общероссийский фестиваль «Культурные герои 21 века», галерея Марата Гельмана, Москва, Россия
- 1999 — Общероссийский фестиваль «Культурные герои 21 века», галерея «Ростокино», Москва, Россия
- 2000 — Международный арт-фестиваль «Wild Honesty Art Show», Оттава, Канада
- 2000 — Выставка молодых художников Дом художника, Красноярск, Россия
- 2001 — Выставка красноярских художников «Магия времени», Афины, Греция
- 2003 — Выставка молодых художников, Дом художника, Красноярск, Россия
- 2003 — Выставка молодых художников, Городская галерея, Железногорск, Россия
- 2004 — Выставка «На курорт! Искусство России сегодня», Кунстхалле, Баден-Баден, Германия
- 2004 — 9-й Международный форум художественных инициатив, «Искусство России сегодня», Главный выставочный зал «Новый манеж», Москва, Россия
- 2010 — IX Международный Канский видеофестиваль, ГорДК, Канск, Россия
- 2011 — Фестиваль «Саянское кольцо», площадка совриска, Шушенское, Россия
- 2012 — Фестиваль «Белые ночи Перми», выставка «Соединённые штаты Сибири», Табачная фабрика, Пермь, Россия
- 2012 — Фестиваль «Мир сибири», Площадка совриска «С мира по нитке», Шушенское, Россия
- 2012 — Фестиваль лэнд-арта «Ёлки-палки», Парк «У моря Обского», Новосибирск, Россия
- 2012 — Персональный спецпроект «Забей муху красиво», Красноярский музейный центр, Красноярск, Россия* 2013 — «Урал - Трансцендентал», Центр дизайна Artplay, Москва, Россия
- 2013 — Сборная выставка «Соединённые Штаты Сибири», Центр современного искусства «Винзавод», Москва, Россия
- 2013 — Сборная выставка «Соединённые Штаты Сибири», Лофт Этажи, Санкт-Петербург, Россия
- 2013 — Фестивальный городок, Пермь, Россия
- 2013 — Фестиваль «Мир Сибири», площадка совриска «Технопарк», Шушенское, Россия
- 2013 — Сборная выставка «Соединённые Штаты Сибири», Томская Государственная галерея, Томск, Россия
- 2015 — «Ты так не сможешь», 11.12 GALLERY, Москва, Россия

Участие в ярмарках
- 2013 — SCOPE MIAMI (2013)
- 2013 — ART MOSCOW (2013)
- 2016 — CONTEXT MIAMI (2016, 2015)
- 2016 — COSMOSCOW (2016, 2015)

Участие в биеннале
- 1995 — 1-я Красноярская музейная биеннале
- 1999 — 3-я Красноярская музейная биеннале
- 2001 — 4-я Красноярская музейная биеннале
- 2003 — 5-я Красноярская музейная биеннале
- 2005 — 6-я Красноярская музейная биеннале
- 2007 — 7-я Красноярская музейная биеннале
- 2009 — 8-я Красноярская музейная биеннале
- 2011 — 9-я Красноярская музейная биеннале
- 2013 — 10-я Красноярская музейная биеннале
- 2015 — 11-я Красноярская музейная биеннале
- 2015 — 6-я Московская биеннале современного искусства

## Цитаты
- «Сейчас, да и всегда, художник — это не тот, кто умеет рисовать. Это тот, кто умеет думать. Стратегии могут быть наиразнообразнейшими и могут включать политический контекст в том числе. Современное искусство часто обвиняют в отсутствии профессионализма и избытке эпатажа. Но вся история искусства — это эпатаж. Импрессионисты были эпатажными для традиционной классической живописи. Может, просто ваши мозги не справляются, а вы клеймите это эпатажем»[5] — Василий Слонов, 2013.